# Tiéméredji
Tiéméredji, qui porte également le nom de Gouégoué, est une commune rurale située dans le département de Péni de la province du Houet dans la région des Hauts-Bassins au Burkina Faso.

## Éducation et santé
Le centre de soins le plus proche de Tiéméredji est le centre de santé et de promotion sociale (CSPS) de Péni.